# 中国语言学会
中国语言学会（英語：Chinese Linguistics Society）是中华人民共和国语言学工作者组成的全国性、学术性、非营利性社会团体，由中国社会科学院主管，1980年10月在湖北省武汉市成立。

## 下设机构
- 中国语言学会语音学分会
- 中国语言学会语言政策与规划专业委员会
- 中国语言学会历史语言学分会
- 中国语言学会社会语言学分会

## 历任会长
- 吕叔湘
- 季羡林
- 朱德熙
- 刘坚
- 侯精一
- 沈家煊
- 王洪君
- 张伯江